# Шадли Бенџедид
Шадли Бенџедид (14. април 1929 — 6. октобар 2012) био је трећи председник Алжира од 1979. до 1992. године.

## Биографија
Рођен је 1929. године у месту Бутелџа, провинција Тареф. Првобитно је служио у француској војсци и борио се у Индокини, али је 1954. године пребегао Фронту националног ослобођења након почетка рата за независност Алжира. Још од рата је био под заштитом Хуарија Бумедијена, па је након независности Алжира постао војни заповедник у Орану 1964. године.. До 1969. године напредовао је до чина пуковника.
Био је министар одбране од 1978. године до фебруара 1979. године када је умро дотадашњи председник Бумедијен. У духу компромиса између супарничких страна, Бенџедид је био изабран за новог председника. Он је током свог мандата смањио улогу државе у привреди Алжира и ограничио моћ тајних служби над надзором грађана државе.
Пад цена нафте крајем 1980-их узроковао је тензије између оних који су подупирали Бенџедидове реформе и оних који су били за етатистички модел. У сукобима који су уследили убијено је неколико стотина људи. Бенџедид је покушао да се одржи на власти увођењем вишестраначја, али га је 1991. године у томе спречила војска и на власт поставила исламисте. Бенџедид је дао оставку на место председника, а након тога је следио грађански рат који је трајао наредних 10 година.
Бенџедид се после тога повукао из политике. Био је хоспитализован у Паризу јануара 2012. године због лечења рака. Поновно је враћен у болницу почетком октобра исте године. Умро је 6. октобра 2012. године.